# John Filippi

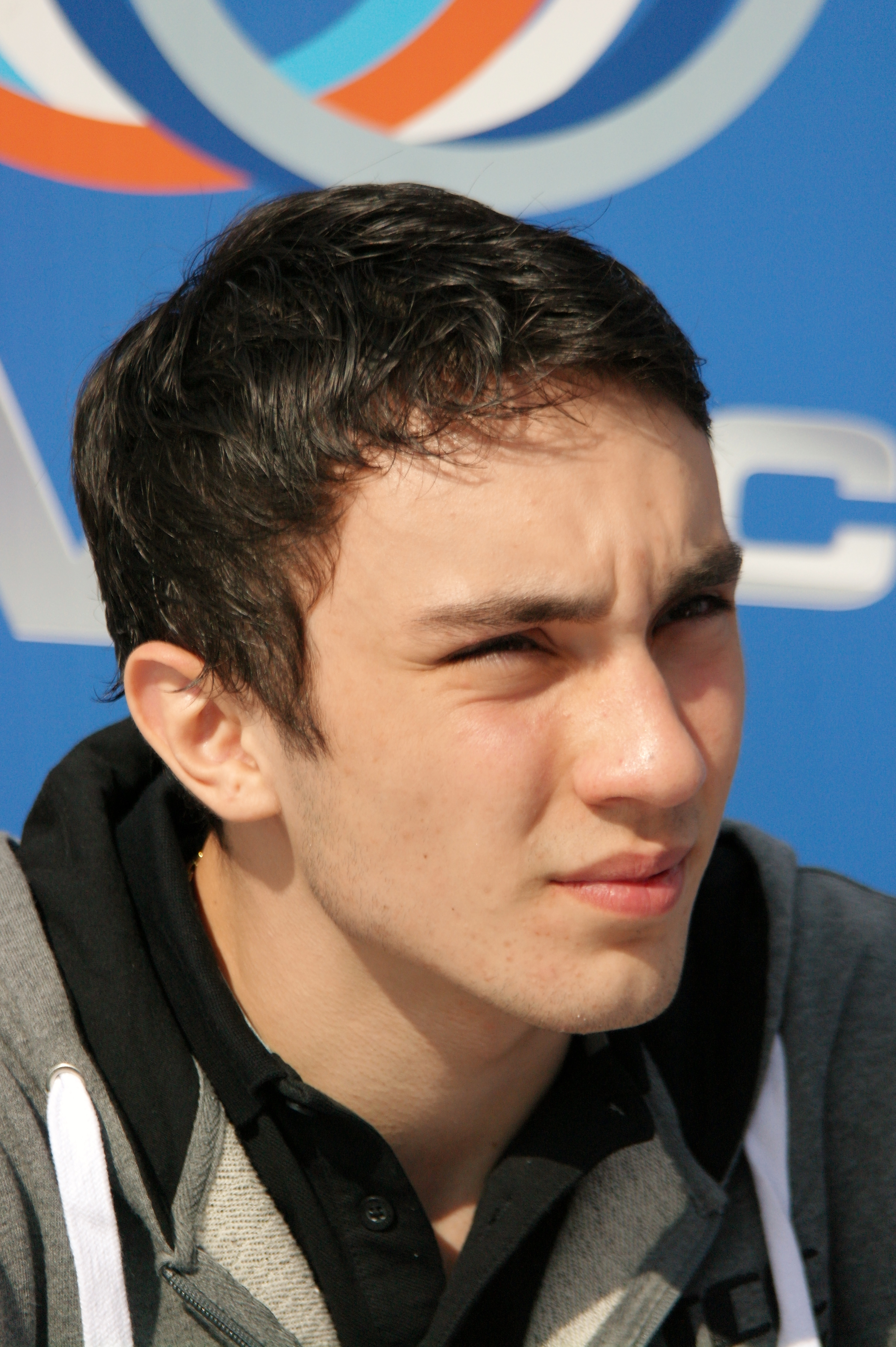
John Filippi

John Filippi (Bastia, 27 februari 1995) is een Frans autocoureur.

## Carrière

### Karting
Filippi begon zijn carrière in het karting in 2007 in de Cadet-klasse. In 2009 reed hij voor het eerst in een internationaal kampioenschap. Dat jaar nam hij deel aan het Europese KF3-kampioenschap, waarin hij als veertigste eindigde in een door een Vortex aangedreven Tony Kart. Ook nam hij deel aan de Franse Grand Prix Open Karting. De volgende twee jaren reed hij in de KF2-klasse. Hij eindigde het seizoen 2011 met twee top 10-klasseringen in de Franse en de Grand Prix Open-kampioenschappen. 

### Eenzitters
In 2012 maakte Filippi de overstap naar de autosport op het Circuit Paul Armagnac. Hij maakte zijn debuut in het amateurkampioenschap Single-seater V de V Challenge voor het team Equipe Palmyr in een Tatuus FR2000. Tegen oude Formule Renault- en Formule Master-auto's eindigde hij als twaalfde in zijn eerste race. Hij reed in totaal zes races in zijn eerste seizoen en eindigde als 25e in het kampioenschap.
In 2013 bleef Filippi rijden in de Single-seater V de V Challenge, maar stapte over naar het team Bossy Racing in een Tatuus N.T07 Formule Master-auto. Hij won hierdoor de eerste drie races van het seizoen op het Circuit de Barcelona-Catalunya. Hij won elf van de achttien races in het seizoen, naast Barcelona ook op het Motorland Aragón, het Circuit de Lédenon en het Circuit Magny-Cours. Hierdoor won hij het kampioenschap met 91 punten voorsprong op de nummer twee. Aan het eind van het seizoen maakte hij tevens zijn debuut in de Eurocup Formule Renault 2.0 als gastrijder bij het team RC Formula in Barcelona, waar hij de races als 22e en 27e eindigde.

### WTCC
Filippi reed in 2014 in het World Touring Car Championship een TC2 Seat Leon voor het team Campos Racing. In 2015 en 2016 reed hij voor hetzelfde team een Chevrolet RML Cruze TC1.